# 肝門靜脈

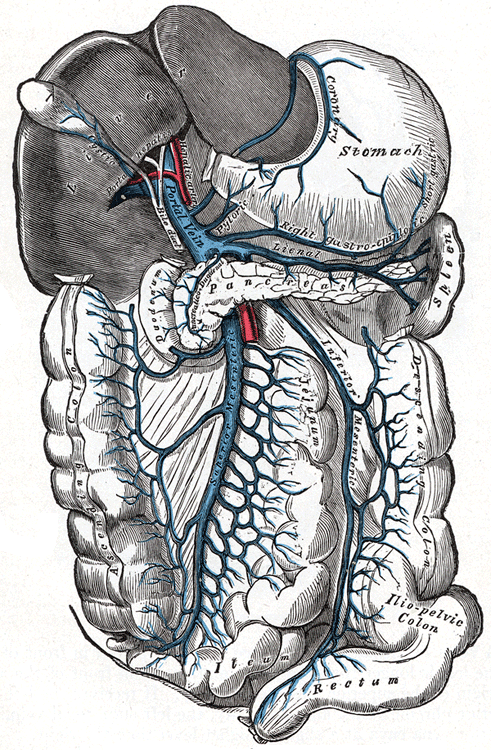
藍色的血管即為肝門靜脈

肝門靜脈，多由肠系膜上静脉和脾静脉在胰颈后面汇合而成，经胰颈和下腔静脉之间上行进入肝十二指肠韧带，在肝固有动脉和胆总管的后方上行至肝门，分为两支，分别进入肝左叶和肝右叶，最终注入肝血窦。肝血窦含有来自肝门静脉和肝固有动脉的血液，经肝静脉注入下腔静脉。
肝门静脉是一條從胃、脾臟、胰臟、小腸流至肝臟的靜脈。肝門靜脈由接受來自膽囊、膀胱和體壁血液的腹大靜脈，和接受來自大腸小腸、脾臟、胃和胰臟血液中位於腸系膜中的肝門靜脈組成，把接受到的血液通入肝臟中，再從肝臟送回心臟。其中小腸等器官吸收的水溶性養分經由微血管匯流成肝門靜脈並送至肝臟，是一條具有高養分的靜脈，也是除了肝動脈之外，另一條輸入肝臟的血管，其挾帶的資源對肝的意義巨大。

## 外部連結
- abdominal(腹腔)-hepatic portal vein circulation(肝門靜脈循環) （页面存档备份，存于）
- 認識您的肝 （页面存档备份，存于）